# Heinrich Wolff (Mediziner, 1520)
Heinrich Wolff, auch Wolf geschrieben (* 3. Februar 1520 in Oettingen; † 21. Dezember 1581 in Nürnberg), war ein deutscher Arzt in Nürnberg.

## Leben
Heinrich Wolff wurde 1520 als Sohn von Georg Wolf, Stadtvogt von Oettingen und ab 1523 Landvogt der ganzen Grafschaft, in Oettingen geboren. Sein vier Jahre älterer Bruder war der Humanist Hieronymus Wolf. Schon im Kindesalter verlor Heinrich seine Mutter, die an einer wahrscheinlich erblichen Geisteskrankheit litt und in eine Anstalt eingewiesen wurde, wo sie noch lange Jahre in geistiger Umnachtung lebte. Mit zehn Jahren kam Heinrich Wolff nach Nürnberg, wo er die Lateinschule und das Egidien-Gymnasium besuchte. 1536 immatrikulierte er sich an der Universität Tübingen, und nach einem Studium der Medizin, vor allem in Montpellier (immatrikuliert am 25. Oktober 1547), promovierte er vermutlich um 1549 in Avignon. Nach einem Aufenthalt in Straßburg wurde er 1553 in Nürnberg als Stadtarzt angestellt und behielt dieses Amt bis zu seinem Tod.
Heinrich Wolff ist ein erfolgreicher und begehrter Arzt gewesen, er wurde nicht selten von auswärtigen Patienten gerufen und auch von mehreren Fürsten konsultiert. Seit seiner Studienzeit beschäftigte er sich mit der Alchemie. In seiner Abhandlung Herliche Medicische Tractat […] finden sich Anteile aus der Consideratio des Johannes de Rupescissa. Wolff besaß einige Handschriften des Paracelsus, studierte dessen Erkenntnisse und stand in Verbindung mit führenden Paracelsisten wie Michael Toxites und Johann Huser. Seine weitgespannte Korrespondenz ist in seinem „Briefbuch“ dokumentiert.

## Schriften
- Von der hermetischenn Philosophia / das ist / von dem Gebenedeiten Stain der Weisen. Christian Müller, Straßburg 1574.
- Herliche Medicische Tractat / vor nie in truck kommen. Von Cur des Podagrams. Bernhart Jobin, Straßburg 1576.